# Leo Niebuhr
Leo-Niclas Niebuhr (* 4. August 1986 in Uelzen) ist ein ehemaliger deutscher Basketballspieler. Der ehemalige Junioren- und A2-Nationalspieler gehörte den Kadern mehrerer deutscher Erstligamannschaften an, ohne sich dauerhaft in der höchsten deutschen Spielklasse Basketball-Bundesliga festzusetzen. Er bestritt 29 Bundesliga-Einsätze. Seine produktivste und erfolgreichste Zeit hatte Niebuhr bei den Oettinger Rockets Gotha, mit denen er den Aufstieg und den Klassenerhalt in der zweithöchsten deutschen Spielklasse 2. Bundesliga ProA erreichte. Ab 2014 spielte Niebuhr für die Reservemannschaft BAWE Oldenburger TB des Erstligisten EWE Baskets Oldenburg in der dritthöchsten Klasse 2. Bundesliga ProB, bevor er ab dem Februar 2015 endgültig in den Kader der Erstligamannschaft nachrückte.

## Karriere
Niebuhr spielte bis 2003 für seinen Heimatverein TuS Ebstorf und wechselte dann zum Zweitligisten SG Braunschweig, der als Reservemannschaft der Erstligamannschaft, die damals unter dem Sponsorennamen BS energy firmierte, in Braunschweig fungierte. Nach dem viertletzten Platz in der Zweitligasaison 2003/04 verbesserte sich die Mannschaft in der Folgesaison auf den sechsten Platz. In der Bundesligasaison 2005/06 hatte Niebuhr erstmals zwei Kurzeinsätze in der höchsten Spielklasse, als die Braunschweiger sportlich strauchelnd den letzten Tabellenplatz belegten und den Klassenerhalt nur durch Aufstockung der Liga erhalten konnten. Bei der U20-Europameisterschaft 2006, bei der die deutsche Juniorenauswahl den vorletzten Platz belegte, hatte Niebuhr seinen einzigen Turniereinsatz in einer Nachwuchsauswahl des DBB. In der Braunschweiger Zweitligamannschaft konnte Niebuhr bis 2007 seine Spielanteile kontinuierlich auf über 20 Minuten Einsatzzeit pro Spiel ausbauen. Doch nach Zusammenführung der bisher regionalen Gruppen der zweiten Liga in zwei hierarchische Klassen wurden die Braunschweiger nach dem zehnten Platz in der Nordgruppe 2007 nur in der dritthöchsten Klasse 2. Bundesliga ProB einsortiert.
Mangels sportlicher Perspektive in Braunschweig wechselte Niebuhr 2007 zum Erstliga-Absteiger BG Karlsruhe, der in der ProA-Saison 2007/08 auf dem siebten Platz die Rückkehr in die höchste Spielklasse verpasste. Nachdem Niebuhr bei der BG Karlsruhe nur geringe Spielanteile bekommen hatte, ging er nach Niedersachsen zurück und schloss sich dem Quakenbrücker Erstligisten Artland Dragons an. Unter Trainer Thorsten Leibenath bekam Niebuhr neben drei Kurzeinsätzen im zweitwichtigsten europäischen Vereinswettbewerb Eurocup jedoch nur vier Einsätze in der höchsten Spielklasse, stattdessen spielte er in Quakenbrück hauptsächlich für die Regionalliga-Mannschaft des Stammvereins TSV. Daraufhin wechselte Niebuhr in die zweite Liga zu Giants Nördlingen, die sich nach einem Jahr Erstklassigkeit aus wirtschaftlichen Gründen aus der höchsten Spielklasse zurückgezogen hatten. In der ProA-Saison 2009/10 erreichte die junge, neuformierte Mannschaft jedoch nur sieben Saisonsiege in 30 Spielen und belegte am Saisonende als Tabellenletzter einen Abstiegsplatz. Die Nördlinger zogen daraufhin ihre Mannschaft vorerst aus dem professionellen Spielbetrieb der drei höchsten nationalen Spielklassen zurück in die Regionalliga. Niebuhr ging erneut zu den Artland Dragons, wo er in der Bundesligasaison 2010/11 unter dem neuen Trainer Stefan Koch in 24 Erstligaspielen mit einer durchschnittlichen Einsatzzeit von knapp drei Minuten pro Spiel eingesetzt wurde. Die Dragons verloren am Saisonende die Play-off-Halbfinalserie um die deutsche Meisterschaft knapp in fünf Spielen gegen den späteren neuen Meister Brose Baskets.
Zur Saison 2011/12 wechselte Niebuhr in die dritthöchste Spielklasse ProB zu den Oettinger Rockets aus Gotha, mit denen er in der ProB-Saison 2011/12 die Meisterschaft der Spielklasse und den Aufstieg in die ProA gewann. Niebuhr steuerte durchschnittlich gut 15 Punkte und knapp sechs Rebounds zum Erfolg bei. Nach dem Klassenerhalt in der ProA-Saison 2012/13 verloren die Gothaer in der ProA-Saison 2013/14 in der ersten Play-off-Runde um den Aufstieg gegen den späteren ProA-Vizemeister Crailsheim Merlins. Nachdem Niebuhr in seiner zweiten ProA-Saison in Gotha erstmals eine durchschnittlich zweistellige Punktausbeute knapp verpasst hatte, verließ er den Thüringer Verein wieder und wechselte zurück nach Niedersachsen zum ProB-Meister 2014, der Kooperation der Basketball-Akademie Weser-Ems und des Oldenburger Turnerbund (auch BAWE OTB abgekürzt). Die Reservemannschaft des Erstligisten EWE Baskets aus Oldenburg hatte auf den Aufstieg in die zweithöchste Spielklasse verzichtet. Bei der hauptsächlich aus Nachwuchsspielern bestehenden Mannschaft sollte Niebuhr als erfahrener Spieler Stabilität bringen.
Im Sommer 2015 kehrte Niebuhr nach Ebstorf zurück und übernahm bei der Herrenmannschaft des Vereins (2. Regionalliga) das Amt des Spielertrainers. 2017 stieg er mit der Mannschaft als Nachrücker in die 1. Regionalliga auf und 2018 wieder ab. Später verlegte er sich ganz auf das Traineramt und lief nicht mehr selbst als Spieler auf. Nach der Saison 2018/19 zog sich der beruflich als Zahntechniker tätige Niebuhr vom Basketballsport zurück.